# Erhard Pachaly
Erhard Pachaly (* 15. September 1934 in Dramburg, Pommern; † 31. März 2012 in Hannover) war ein deutscher Historiker.
Erhard Pachaly legte 1954 sein Abitur ab und studierte anschließend Geschichte, Geografie und Pädagogik an der Humboldt-Universität zu Berlin (HUB). 1959 schloss er das Studium ab und wurde wissenschaftlicher Assistent am Institut Marxismus-Leninismus an der HUB. Im Oktober 1964 wurde er mit einer Arbeit zum Thema Adolf von Harnack als Politiker und Wissenschaftsorganisator des deutschen Imperialismus in der Zeit von 1914 bis 1920 bei Eduard Winter und Othmar Feyl promoviert. 1965 wurde er wissenschaftlicher Mitarbeiter an der Hochschule der Deutschen Volkspolizei in Berlin-Biesdorf, seit September 1968 war er dort Dozent für Geschichte der Deutschen Arbeiterbewegung. Im Januar 1980 erfolgte die Promotion B mit einer Arbeit zum Thema Die Entwicklung und der Kampf des Parteiaktivs der Kommunistischen Partei Deutschlands im ehemaligen Konzentrationslager Buchenwald, Gutachter waren Walter Bartel, Herbert Weidlich und Götz Dieckmann. Ab 1982 lehrte er als ordentlicher Professor für Geschichte der Deutschen Arbeiterbewegung an der VP-Hochschule bis zu deren Auflösung 1990. Er erreichte den Rang eines Polizeioberst.
Pachaly beschäftigte sich vorrangig mit der Geschichte der Konzentrationslager Buchenwald und Mittelbau-Dora, zudem war er Biograf von Adolf von Harnack.

## Schriften
- Die Entwicklung und der Kampf des Parteiaktivs der Kommunistischen Partei Deutschlands im ehemaligen Konzentrationslager Buchenwald (3 Bände), Nationale Mahn- und Gedenkstätte Buchenwald, Buchenwald 1982
- Zur Geschichte des internationalen Lagerkomitees, NMG Buchenwald, Weimar 1985 (Buchenwaldheft, Bd. 22)
- mit Kurt Pelny: KZ Mittelbau-Dora – Terror und Widerstand, NMG Buchenwald, Weimar 1987 (Buchenwaldheft, Bd. 28)
- mit Kurt Pelny: Konzentrationslager Mittelbau-Dora. Zum antifaschistischen Widerstandskampf im KZ Dora 1943 bis 1945, Dietz, Berlin 1990 (Schriftenreihe Geschichte) ISBN 3-320-01488-9